# Градиска д'Изонцо
Гра̀диска д'Изо̀нцо (на италиански: Gradisca d'Isonzo, на местен диалект Gradiscja, Градисча на фриулски Gradiscje, Градисче, на словенски, Gradišče ob Soči, Градишче об Сочи) е град и община в североизточна Италия, провинция Гориция, автономен регион Фриули-Венеция Джулия. Разположен е на 32 m надморска височина. Населението на града е 6580 души (към 2011 г.).